# زهرة (فلم)
زُهرة فيلم صامت قصير، أنتجه ألبير شمامة شيكلي في تونس عام 1922. كان أول إنتاج فيلم أصلي من شمال إفريقيا. كتبت سيناريو الفيلم هايدي تمزالي، ابنة شيكلي، وقد حررت السيناريو أيضاً ولعبت دور البطولة -بطلة الفيلم الرئيسية.

## القصة

Haydée Chikly as Zohra

تدور أحداث الفيلم حول شابة فرنسية تغرق السفينة التي كانت على متنها، ينقذها البدو. تعيش ف القبيلة البدوية لبعض الوقت، ثم يختطفها لاحقاً قطاع الطرف، إلى أن ينقذها طيار فرنسي وتجتمع بأهلها. عرض الفيلم العادات القبلية بالتفصيل. يعتبر الفيلم بمثابة مثال على الأعمال المتعلقة "بالمشرق الغامض".

## القبول
عُرض الفيلم في سينما أمنية باثي في تونس (مدينة) وحقق درجة من النجاح.